# A barátfalvi lévita
A barátfalvi lévita Jókai Mór alkotása, Az elátkozott család című regény folytatása. A kötet először a Pesti Naplóban jelent meg 1897-ben, könyvalakban: 1898-ban a  Révai Testvérek Irodalmi Intézet Részvénytársaság kiadásában néhány elbeszéléssel együtt.

## Történet
|  | Alább a cselekmény részletei következnek! |

- Előszó

Harmincnyolc esztendeje (1858-ban), hogy az író az Az elátkozott család című regényét az olvasóközönség elé bocsátotta. Annak a műnek az utószavában azt ígérte, hogy majd megírja a történet folytatását. Azt is elárulta, hogy A barátfalvi lévita lesz a címe, és azt is, hogy a főhős valahol a Bükk rengetegeiben él majd elrejtőzve, mint lévita. Jókai úgy véli, hogy itt az ideje (1896. december 14.), hogy teljesítse az ígéretét, és megírja a kalandregény folytatását.
- A böjtös ebéd

Amikor báró Kadarkuthy Viktor Miskolcra érkezett, ügyével felkereste az első vicispánt, Dédesy Tamást. Mivel karácsony péntekjén érkezett, az ispán nem akart hivatalos ügyekkel foglalkozni. Meghívta azonban - egy tót legénnyel együtt - Viktort ebédre, ahol ciberelevest, főtt tojást, csíkos káposztát, almabort, mézes kását, popászt tálaltatott fel neki. Az úri vendégnek nem volt ínyére sem az étel, sem az ital, de közben legalább elmondhatta, hogy miért jött erre a vidékre. Barátfalvára akart eljutni, hogy bosszút álljon Guthay Lőrincen, aki korábban - a báró apja kérésére - a Kadarkuthy nevet bitorolta. Az első vicispán nem tudott (vagy nem akart a bosszúállásban) segíteni, így a második vicispánhoz küldte egy jó tanáccsal a mérges idegent.
- A disznótoros ebéd

A bárót Igriczy János másodvicispán házában a megjelent vendégsereg ismerősként fogadta. Többen együtt jártak vele iskolába, mások anekdotákból ismerték a csínytevéseit. Míg a magyar szakácsművészet remekeit felszolgálták, Kadarkuthy elmesélte a böjtös ebédet, amin igen jót nevettek. A beszélgetés közben a báró az ügyére is rátért, hogy miért is utazott Miskolcra, kit is keres valójában. A problémájára hosszadalmas jogi csűrés-csavarás után megtalálták a megoldást. Egy gond volt: a törvénykezés 25-30 évig is eltarthatott. Kadarkuthy fel akarta gyorsítani az igazságszolgáltatást, és maga akart érvényt szerezni a jognak. Barátfalvára akart eljutni, de a jelenlévők nem tudták, hogy a falucska hol van, még az 1629-ből való térképen sem találták. A borsodi falvak összeírásában sem akadtak rá. A perceptor (adószedő), azonban ismerte a barátfalvi lévitát, aki kiváló farkasvadász hírében állt, bár nem járt föl a városba, a mészégetők által küldte el a vadászzsákmányait a helyi szűcshöz. Az alispánné kiváló ötlettel állt elő: másnap látogassák meg az Avason a kálvinista esperest, az bizonyosan tudja, hogy a hozzá tartozó egyházi személyek hol és merre laknak.
- A Lavater[4]

Amikor a nagytiszteletű úr Kadarkuthyra nézett, akkor rajta a csalárdság, a kéjencség, az alattomosság, a kegyetlenség, a ravaszság és a kérlelhetetlen harag jegyeit fedezte fel. A vendég elmondta az esperesnek idejövetele okát, célját úgy, ahogy azt az alispánné ajánlotta neki. A kálvinista esperes azonban átlátott az idegen úr praktikáin, és nem árulta el, hogy merre található a lévita. Egy jó tanáccsal ő is szolgált: a báró úr kérjen segítséget a miskolci bírótól, aki bizonyára ismeri a Bükkben létező falvakat, ráadásul szűcsmesterként üzleti kapcsolatban áll a tiszteletessel.
- Bíró uram

A bíró házában egy félreértés miatt a bárót komédiásnak nézték, de a megsértett egy hatalmas pofonnal helyrerázta a drabant tévedését. A tisztázás után Kadarkuthy farkasbőrből készült holmikat kívánt megrendelni. Közben a muzsikásról kiderült, hogy Viktor egykor - álnév alatt - nála, Sámson mester cirkuszában dolgozott majomemberként. Bár a maesztró kedvesét egykor elszöktette Kadarkuthy, az egykori erőművész már nem haragudott rá. Még felvilágosítással is szolgált - sőt ódákat zengett - a barátfalvi lévitáról, akivel egykor maga is megküzdött, szégyenszemre vereséget szenvedett tőle. A bíró szebbnél szebb ruhákat hozott, melyek közül a báró egy fekete farkasbőrből készült bekecset választott ki magának. Rövid alkudozás után Kadarkuthy 40 forintért megvásárolta az értékes ruhadarabot, a süveget meg a lábhüvelyt ráadásul kapta, nagylelkűségből. Információt azonban a lévitáról egy fikarcnyit sem szerzett.
- Itt van hát Barátfalva

A báró és a komédiás a Szinva partján sétáltak, amikor az utóbbi egy jónak tűnő ötlettel állt elő. Keressék meg a Bükk kellős közepén lévő Pogányoltárt, ahonnan kiválóan látható egész Borsod vármegye a hegyeivel, völgyeivel, folyóival és helységeivel együtt. Itt már könnyű feladat lesz rábukkanni Barátfalvára. Arról lehet majd ráismerni, hogy annak a helységnek nincsen tornya, illetve a szénégető, mészégető kemencékről. Titanides Sámuel görög honfitársa, Parasztevics uram kalauzolta el őket két körmöci aranyért a kívánt helyre. A gubacsszedő tanácsára Sámuel a cél előtt majd hátramarad egy közeli faluban, Viktor meg üveghutának való helyet kereső szombatos vállalkozónak adja ki magát. Ha mészkőkeresés közben a hegyek között Kadarkuthy végez a lévitával, akkor a farkasok takarítják el az ellenfelet. Ha Guthay Lőrinc kerül ki győztesen a párviadalból, akkor Sámuel két napig hiába fog várni a báróra a falusi csárdában. Ezután Miskolcra indul, és jelenti a szolgabírónak, hogy Kadarkuthy bárót meggyilkolták. A perzekútorok a lévitát megfogják, láncra verik, törvényt ülnek felette, három nap múlva a gyilkost felakasztják.
- A világon kívül

Kadarkuthy Szentpéteren hátrahagyta két útitársát, és elindult Barátfalva felé. Hamar besötétedett, a báró utat tévesztett, szerencséjére parasztokkal találkozott. A barátfalvi bíró kísért szentpéterieket vissza a falujukba, akik a pap prédikációja miatt jártak náluk. A falu vezetője útközben Kadarkuthynak hosszan mesélt a tiszteletesről, aki felvirágoztatta a településüket. Minden baj nélkül megérkeztek Barátfalvára. A 300 lelkes falunak egy hosszú utcája volt, a település közepén a toronytalan templom, mellette a paplak és az iskola állt. A lévita házában Malárdy Hermina éppen főzött a férje és a kisfia társaságában, a bírót várták vacsorára. A vendég nem egyedül érkezett, az idegen Barra Áronnak nevezte magát. A báró előadta a jövetele célját, homokbányát, vasmentes mészkövet és hamuzsírégetéshez alkalmas erdőt keresett. A lévita jártas volt az üveggyártásban, megígérte, hogy a székely vállalkozó segítségére lesz. Beszélgetés közben szóba került a farkasvadászat is, Barra Áron (Kadarkuthy) kérésére Lőrinc megígérte, hogy egy éjjel elviszi a vendégét ordaslesre. A vacsora közben a bárónak egyre jobban megtetszett a pap felesége, ez bosszúálló, gyilkos szándékát még erősítette is. Cselvetésként hitbéli áttérésre is vállalkozott, a bírót kérte keresztapának, a tiszteletes asszonyt meg keresztanyának.
- Farkasvadászat

A karácsony másnapjára tervezett keresztelési ceremónia elmaradt. Az istentisztelet után a lévita, a vendég úr és a bíró elindultak megfelelő kvarchomok kutatására, csak késő este értek vissza a faluba. Kiderült, hogy ahol a megfelelő alapanyagot találták, annak az ezerkétszáz holdas erdőnek a birtokosa maga báró Kadarkuthy Viktor volt, aki erről nem is tudott. Lőrinc részletesen elmesélte a vendégének, hogy egykor milyen bűnt követett el Viktor ellen. Nem is sejtette, hogy a vérig sértett ellensége ott állt vele szemben. Eljött ez idő a farkasvadászatra, ketten elindultak a leskunyhóhoz. Ott a báró felfedte magát, és párbajra hívta ki a lévitát, aki elfogadta a kihívást. Az összecsapást azonban farkasok zavarták meg, akik rávetették magukat Kadarkuthyra. Guthay Lőrinc egy ideig csak nézte az ádáz harcot, de a báró kétségbeesett ordítása után beavatkozott a küzdelembe.
- Mi volt az a nagy változás?

Kadarkuthy másnap délelőtt érkezett meg a szentpéteri vendéglőhöz, ahol útitársát hátrahagyta. A hajdani principális, amikor meglátta a bárót, fejvesztve elrohant, még a számláját sem fizette ki. Viktor kiegyenlítette a kétnapi ellátás költségét, majd egy matyó fuvaros segítségével Miskolcra utazott. A borbély műhelyében rendbehozatta a frizuráját. A kézitükörben Kadarkuthy nem ismert magára: az egész haja galambfehér volt, azokban a rémséges percekben egyszerre megőszült. Viktor elegáns ruhába átöltözve meglátogatta a másodalispánnét, akinek őszintén elmondta a vele történteket.
A következő tavasszal a postán egy zacskó érkezett Franciaországból a barátfalvi lévitának címezve. A zacskó töltve volt - az akkor még ezen a földön ismeretlen - akácfa magjaival.
|  | Itt a vége a cselekmény részletezésének! |

## Barátfalva
A regényben szereplő Barátfalva nagy valószínűséggel Tardonával azonos. Jókai Mór a szabadságharc bukása után a feltételezett megtorlások elől itt keresett és talált menedéket addig, míg felesége Laborfalvi Róza nem szerzett számára menlevelet.
A hazai helységnek legkisebbike, melynek lakos-száma alig megy többre háromszáz léleknél; a szomszédok között Dudar a neve, amire minden ember a rímet is hozzá teszi: „cudar”.
Biz ez cudar falu is volt, amíg a földesúr Barátfalvának el nem keresztelte; ezt ugyanakkor tette, amikor a lévitát ideküldte, akinek a számára mint patrónus templomot, iskolát, paplakot építtetett. Jó uraság lehetett.
Ez a szem elől elrejtett völgy, melyben Barátfalva rejtőzik, szabályos háromszöget képez; a déli oldalát a szédítő magasságú Örvénykő (Pogánykő, Oltárkő) alkotja; az előtte levő rengetegből tör alá az a patak, mely a völgy fenekén képzett tavat táplálja pisztrángnak való friss vízzel; az északnyugatit egy ősrengeteggel borított meredek hegyoldal, melynek bükkfái a maguk szabadjára nőhetnek föl az égbe; fejsze nem irtja őket, mert az elszállítás annyiba kerülne, mint amennyit a fa megér.

„Egy nyáron, egy ősszel, egy télen bujdostam én ezekben az erdőkben, üldözöttje a hatalomnak. Házigazdám a derék Csányi Béni, nemes úr volt, földesúr; hatszáz hold erdő birtokosa. Kis szántóföldjét maga szántotta fiaival. Álnév alatt rejtegettek. Tudta mindenki, hogy bujdosó vagyok; senki sem árult el. A falut Tardonának hívták (...)”

– A barátfalvi lévita, Gyűjteményes díszkiadás, 1993 (a 314. oldal lábjegyzete)

## Szereplők
- báró Kadarkuthy Viktor
- Guthay Lőrinc, a lévita
- Malárdy Hermina, Lőrinc felesége
- a négyesztendős Guthay Lacika
- Danavár János, barátfalvi bíró
- Dédesy Tamás vicispán
- Igriczy János másodvicispán
- a másodalispán felesége
- a kálvinista esperes
- Querczina András szűcsmester, a miskolci bíró
- a jámbor Matus, tót szolgalegény
- Titanides Sámson cirkuszigazgató
- Parasztevics uram, gubacsszedő
- Tozsó borbély